# Liste des signataires du protocole de Kyoto

## Pays ayant signé et ratifié le protocole de Kyoto

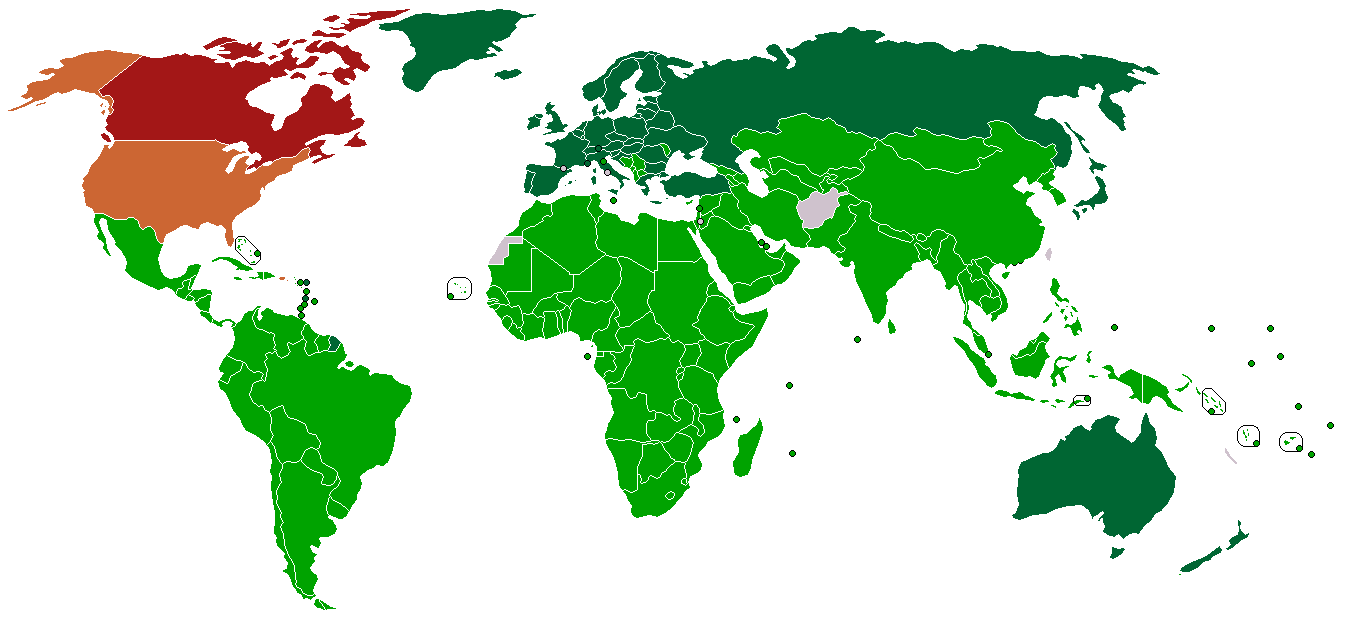
Participation au protocole de Kyoto, le vert indique les pays ayant signé et ratifié le traité (en vert foncé, les pays des annexes I et II) ; en brun orangé ne voulant pas le ratifier ; en gris sans position; en rouge a ratifié, mais a l'intention de se retirer

En 1997, 191 États ont signé et ratifié le protocole de Kyoto de la Convention-cadre des Nations unies sur les changements climatiques. Cette ratification inclut trois parties extras:
- Niué et les Îles Cook sont comptés séparément. Bien qu'États indépendants, ils ont conclu un accord de libre association avec la Nouvelle-Zélande.
- En plus de ces États membres, l'Union Européenne est comptée comme faisant partie du protocole.

Note : Signer le protocole est une option qui indique une intention de le ratifier. La ratification signifie qu'un participant de l'annexe I (un pays développé ou avec une économie en cours de transition) accepte de plafonner ses émissions en accord avec le protocole. 37 des 39 participants de l'annexe acceptent de réduire leurs émissions en ce sens, 2 autres émettent la condition d'une entrée dans l'UE, et un dernier a l'intention de devenir un des participants de l'annexe I.
| Pays                             | CCNUCC                        | Annexe       | % pour la ratification | Cible de réduction pour 2012       | Signé             | Ratifié/Accepté   | Notes |
| -------------------------------- | ----------------------------- | ------------ | ---------------------- | ---------------------------------- | ----------------- | ----------------- | --- |
| Fidji                            | membre                        |              |                        |                                    | 17 septembre 1998 | 17 septembre 1998 | |
| Barbade                          | membre                        |              |                        |                                    | 16 mars 1998      | 3 novembre 1998   | |
| Tuvalu                           | membre                        |              |                        |                                    | 16 novembre 1998  | 16 novembre 1998  | |
| Maldives                         | membre                        |              |                        |                                    | 16 mars 1998      | 30 décembre 1998  | |
| Turkménistan                     | membre                        |              |                        |                                    | 28 septembre 1998 | 11 janvier 1999   | |
| Trinité-et-Tobago                | membre                        |              |                        |                                    | 7 janvier 1999    | 28 janvier 1999   | |
| Panama                           | membre                        |              |                        |                                    | 8 juin 1998       | 5 mars 1999       | |
| Bahamas                          | membre                        |              |                        |                                    |                   | 9 avril 1999      | |
| Géorgie                          | membre                        |              |                        |                                    |                   | 16 juin 1999      | |
| États fédérés de Micronésie      | membre                        |              |                        |                                    | 17 mars 1998      | 21 juin 1999      | |
| Jamaïque                         | membre                        |              |                        |                                    |                   | 28 juin 1999      | |
| Chypre                           | membre                        | -            |                        |                                    |                   | 16 juillet 1999   | |
| Paraguay                         | membre                        |              |                        |                                    | 25 août 1998      | 27 août 1999      | |
| Guatemala                        | membre                        |              |                        |                                    | 10 juillet 1998   | 5 octobre 1999    | |
| Ouzbékistan                      | membre                        |              |                        |                                    | 20 novembre 1998  | 12 octobre 1999   | |
| Nicaragua                        | membre                        |              |                        |                                    | 7 juillet 1998    | 18 novembre 1999  | |
| Bolivie                          | membre                        |              |                        |                                    | 29 juillet 1998   | 30 novembre 1999  | |
| Palaos                           | membre                        |              |                        |                                    |                   | 10 décembre 1999  | |
| Mongolie                         | membre                        |              |                        |                                    |                   | 15 décembre 1999  | |
| Équateur                         | membre                        |              |                        |                                    | 15 janvier 1999   | 13 janvier 2000   | |
| Salvador                         | membre                        |              |                        |                                    | 8 juin 1998       | 13 janvier 2000   | |
| Honduras                         | membre                        |              |                        |                                    | 25 février 1999   | 19 juillet 2000   | |
| Barbade                          | membre                        |              |                        |                                    |                   | 7 août 2000       | |
| Guinée équatoriale               | membre                        |              |                        |                                    |                   | 16 août 2000      | |
| Lesotho                          | membre                        |              |                        |                                    |                   | 6 septembre 2000  | |
| Guinée                           | membre                        |              |                        |                                    |                   | 7 septembre 2000  | |
| Kiribati                         | membre                        |              |                        |                                    |                   | 7 septembre 2000  | |
| Mexique                          | membre                        |              |                        |                                    | 9 juin 1998       | 7 septembre 2000  | |
| Azerbaïdjan                      | membre                        |              |                        |                                    |                   | 28 septembre 2000 | |
| Samoa                            | membre                        |              |                        |                                    | 16 mars 1998      | 27 novembre 2000  | |
| Uruguay                          | membre                        |              |                        |                                    | 29 juillet 1998   | 5 février 2001    | |
| Roumanie                         | membre                        | I            | 1,24 %                 | -8 %                               | 5 janvier 1999    | 19 mars 2001      | |
| Maurice                          | membre                        |              |                        |                                    |                   | 9 mai 2001        | |
| Gambie                           | membre                        |              |                        |                                    |                   | 1er juin 2001     | |
| Vanuatu                          | membre                        |              |                        |                                    |                   | 17 juillet 2001   | |
| Sénégal                          | membre                        |              |                        |                                    |                   | 20 juillet 2001   | |
| Nauru                            | membre                        |              |                        |                                    |                   | 16 août 2001      | |
| Argentine                        | membre                        |              |                        |                                    | 16 mars 1998      | 28 septembre 2001 | |
| Burundi                          | membre                        |              |                        |                                    |                   | 18 octobre 2001   | |
| Bangladesh                       | membre                        |              |                        |                                    |                   | 22 octobre 2001   | |
| Malawi                           | membre                        |              |                        |                                    |                   | 26 octobre 2001   | |
| Malte                            | membre                        | -            |                        |                                    | 17 avril 1998     | 11 novembre 2001  | |
| République tchèque               | membre                        | I            | 1,24 %                 | -8 %                               | 23 novembre 1998  | 15 novembre 2001  | |
| Colombie                         | membre                        |              |                        |                                    |                   | 30 novembre 2001  | |
| Maroc                            | membre                        |              |                        |                                    |                   | 25 janvier 2002   | |
| République dominicaine           | membre                        |              |                        |                                    |                   | 12 février 2002   | |
| Bénin                            | membre                        |              |                        |                                    |                   | 25 février 2002   | |
| Djibouti                         | membre                        |              |                        |                                    |                   | 12 mars 2002      | |
| Ouganda                          | membre                        |              |                        |                                    |                   | 25 mars 2002      | |
| Mali                             | membre                        |              |                        |                                    | 27 janvier 1999   | 28 mars 2002      | |
| Papouasie-Nouvelle-Guinée        | membre                        |              |                        |                                    | 2 mars 1999       | 28 mars 2002      | |
| Cuba                             | membre                        |              |                        |                                    | 15 mars 1999      | 30 avril 2002     | |
| Islande                          | membre                        | I, II        | 0,02 %                 | +10 %                              |                   | 23 mai 2002       | 55e entité (si on compte les Îles Cook et Niue), ce qui remplit la première condition d'entrée en vigueur |
| Norvège                          | membre                        | I, II        | 0,26 %                 | +1 %                               | 29 avril 1998     | 30 mai 2002       | |
| Union européenne                 | membre                        | I, II        | 31,68 %                | -8 %                               | 29 avril 1998     | 31 mai 2002       | Toutes les ratifications des États membres de l'Union européenne sont déposées simultanément (voir 55-70) |
| Autriche                         | membre                        | I, II        | 0,4 %                  | -8 % (-13 %)                       | 24 septembre 1998 | 31 mai 2002       | |
| Belgique                         | membre                        | I, II        | 0,8 %                  | -8 % (-7,5 %)                      | 29 avril 1998     | 31 mai 2002       | |
| Danemark                         | membre                        | I, II        | 0,4 %                  | -8 % (-21 %)                       | 29 avril 1998     | 31 mai 2002       | Groenland: appliqué Îles Féroé: non-appliqué |
| Finlande                         | membre                        | I, II        | 0,4 %                  | -8 % (0 %),                        | 29 avril 1998     | 31 mai 2002       | |
| France                           | membre                        | I, II        | 2,7 %                  | -8 % (0 %),                        | 29 avril 1998     | 31 mai 2002       | Guyane, Guadeloupe, Martinique, La Réunion: appliqué Polynésie française, Nouvelle-Calédonie, Wallis-et-Futuna, Terres australes et antarctiques françaises, Mayotte, Saint-Pierre-et-Miquelon: non-appliqué |
| Allemagne                        | membre                        | I, II        | 7,4 %                  | -8 % (-21 %)                       | 29 avril 1998     | 31 mai 2002       | |
| Grèce                            | membre                        | I, II        | 0,6 %                  | -8 % (+25 %),                      | 29 avril 1998     | 31 mai 2002       | |
| Irlande                          | membre                        | I, II        | 0,2 %                  | -8 % (+13 %),                      | 29 avril 1998     | 31 mai 2002       | |
| Italie                           | membre                        | I, II        | 3,1 %                  | -8 % (-6,5 %)                      | 29 avril 1998     | 31 mai 2002       | |
| Luxembourg                       | membre                        | I, II        | 0,1 %                  | -8 % (-28 %)                       | 29 avril 1998     | 31 mai 2002       | |
| Pays-Bas                         | membre                        | I, II        | 1,2 %                  | -8 % (-6 %)                        | 29 avril 1998     | 31 mai 2002       | Aruba, Antilles néerlandaises: non-appliqué |
| Portugal                         | membre                        | I, II        | 0,3 %                  | -8 % (+27 %),                      | 29 avril 1998     | 31 mai 2002       | |
| Espagne                          | membre                        | I, II        | 1,9 %                  | -8 % (+15 %),                      | 29 avril 1998     | 31 mai 2002       | |
| Suède                            | membre                        | I, II        | 0,4 %                  | -8 % (+4 %),                       | 29 avril 1998     | 31 mai 2002       | |
| Royaume-Uni                      | membre                        | I, II        | 4,3 %                  | -8 % (-12,5 %)                     | 29 avril 1998     | 31 mai 2002       | |
| Slovaquie                        | membre                        | I            | 0,42 %                 | -8 %                               | 26 février 1998   | 31 mai 2002       | |
| Japon                            | membre                        | I, II        | 8,55 %                 | -6 %                               | 28 avril 1998     | 4 juin 2002       | |
| Lettonie                         | membre                        | I            | 0,17 %                 | -8 %                               | 14 décembre 1998  | 5 juillet 2002    | |
| Seychelles                       | membre                        |              |                        |                                    | 20 mars 1998      | 22 juillet 2002   | |
| Afrique du Sud                   | membre                        |              |                        |                                    |                   | 31 juillet 2002   | |
| Slovénie                         | membre                        | I            | -                      | -8 %                               | 21 octobre 1998   | 2 août 2002       | |
| Grenade                          | membre                        |              |                        |                                    |                   | 6 août 2002       | |
| Costa Rica                       | membre                        |              |                        |                                    | 27 avril 1998     | 9 août 2002       | |
| Bulgarie                         | membre                        | I            | 0,6 %                  | -8 %                               | 18 septembre 1998 | 15 août 2002      | |
| Hongrie                          | membre                        | I            | 0,52 %                 | -6 %                               |                   | 21 août 2002      | |
| Cambodge                         | membre                        |              |                        |                                    |                   | 22 août 2002      | |
| Brésil                           | membre                        |              |                        |                                    | 29 avril 1998     | 23 août 2002      | |
| Bhoutan                          | membre                        |              |                        |                                    |                   | 26 août 2002      | |
| Chili                            | membre                        |              |                        |                                    | 17 juin 1998      | 26 août 2002      | |
| Inde                             | membre                        |              |                        |                                    |                   | 26 août 2002      | |
| Tanzanie                         | membre                        |              |                        |                                    |                   | 26 août 2002      | |
| Cameroun                         | membre                        |              |                        |                                    |                   | 28 août 2002      | |
| Thaïlande                        | membre                        |              |                        |                                    | 2 février 1999    | 28 août 2002      | |
| Chine                            | membre                        |              |                        |                                    | 29 mai 1998       | 30 août 2002      | Hong Kong: appliqué depuis le 8 avril 2003 Macao: non-appliqué |
| Sri Lanka                        | membre                        |              |                        |                                    |                   | 3 septembre 2002  | |
| Malaisie                         | membre                        |              |                        |                                    | 12 mars 1999      | 4 septembre 2002  | |
| Pérou                            | membre                        |              |                        |                                    | 13 novembre 1998  | 12 septembre 2002 | |
| Viêt Nam                         | membre                        |              |                        |                                    | 3 décembre 1998   | 25 septembre 2002 | |
| Estonie                          | membre                        | I            | 0,28 %                 | -8 %                               | 3 décembre 1998   | 14 octobre 2002   | |
| Liberia                          | membre                        |              |                        |                                    |                   | 5 novembre 2002   | |
| Corée du Sud                     | membre                        |              |                        |                                    | 25 septembre 1998 | 8 novembre 2002   | |
| Pologne                          | membre                        | I            | 3,02 %                 | -6 %                               | 15 juillet 1998   | 13 décembre 2002  | |
| Canada                           | n'est plus membre             | I, II        | 3,33 %                 | -6 %                               | 29 avril 1998     | 17 décembre 2002  | le gouvernement Harper annonçait en décembre 2011 qu'il se retirerait du Protocole de Kyoto à la fin de 2012. Ce qui a d'ailleurs été fait.                                                                  |
| Nouvelle-Zélande                 | membre                        | I, II        | 0,19 %                 | 0 %                                | 22 mai 1998       | 19 décembre 2002  | Niue: signé 8 décembre 1998, ratifié 6 mai 1999 Îles Cook: signé 16 septembre 1998, ratifié 27 août 2001 Tokelau: non-appliqué                                                                               |
| Lituanie                         | membre                        | I            | -                      | -8 %                               | 21 septembre 1998 | 3 janvier 2003    | |
| Jordanie                         | membre                        |              |                        |                                    |                   | 17 janvier 2003   | |
| Tunisie                          | membre                        |              |                        |                                    |                   | 22 janvier 2003   | |
| Laos                             | membre                        |              |                        |                                    |                   | 6 février 2003    | |
| Îles Salomon                     | membre                        |              |                        |                                    | 29 septembre 1998 | 13 mars 2003      | |
| Moldavie                         | membre                        |              |                        |                                    |                   | 22 avril 2003     | |
| Arménie                          | membre                        |              |                        |                                    |                   | 25 avril 2003     | |
| Kirghizistan                     | membre                        |              |                        |                                    |                   | 13 mai 2003       | |
| Ghana                            | membre                        |              |                        |                                    |                   | 30 mai 2003       | |
| Suisse                           | membre                        | I, II        | 0,32 %                 | -8 %                               | 16 mars 1998      | 9 juillet 2003    | |
| Guyana                           | membre                        |              |                        |                                    |                   | 5 août 2003       | |
| Botswana                         | membre                        |              |                        |                                    |                   | 8 août 2003       | |
| Îles Marshall                    | membre                        |              |                        |                                    | 17 mars 1998      | 11 août 2003      | |
| Birmanie                         | membre                        |              |                        |                                    |                   | 13 août 2003      | |
| Sainte-Lucie                     | membre                        |              |                        |                                    | 16 mars 1998      | 20 août 2003      | |
| Namibie                          | membre                        |              |                        |                                    |                   | 4 septembre 2003  | |
| Madagascar                       | membre                        |              |                        |                                    |                   | 24 septembre 2003 | |
| Belize                           | membre                        |              |                        |                                    |                   | 26 septembre 2003 | |
| Philippines                      | membre                        |              |                        |                                    | 15 avril 1998     | 20 novembre 2003  | |
| Israël                           | membre                        |              |                        |                                    | 16 décembre 1998  | 15 mars 2004      | |
| Ukraine                          | membre                        | I            | -                      | 0 %                                | 15 mars 1999      | 12 avril 2004     | |
| Togo                             | membre                        |              |                        |                                    |                   | 2 juillet 2004    | |
| Rwanda                           | membre                        |              |                        |                                    |                   | 22 juillet 2004   | |
| Yémen                            | membre                        |              |                        |                                    |                   | 15 septembre 2004 | |
| Niger                            | membre                        |              |                        |                                    | 23 octobre 1998   | 30 septembre 2004 | |
| Soudan                           | membre                        |              |                        |                                    |                   | 2 novembre 2004   | |
| Russie                           | membre                        | I            | 17,4 %                 | 0 %                                | 11 mars 1999      | 18 novembre 2004  | Avec la ratification de la Russie, la clause "55 % des émissions de CO2 de 1990 des participants inclus dans l'annexe I" est satisfaite et le traité entre en vigueur le 16 février 2005.                    |
| Macédoine                        | membre                        |              |                        |                                    |                   | 18 novembre 2004  | |
| Indonésie                        | membre                        |              |                        |                                    | 13 juillet 1998   | 3 décembre 2004   | |
| Liechtenstein                    | membre                        | I            | 0,0015 %               | -8 %                               | 29 juin 1998      | 3 décembre 2004   | |
| Nigeria                          | membre                        |              |                        |                                    |                   | 10 décembre 2004  | |
| Saint-Vincent-et-les-Grenadines  | membre                        |              |                        |                                    | 19 mars 1998      | 31 décembre 2004  | |
| Pakistan                         | membre                        |              |                        |                                    |                   | 11 janvier 2005   | |
| Qatar                            | membre                        |              |                        |                                    |                   | 11 janvier 2005   | |
| Égypte                           | membre                        |              |                        |                                    | 15 mars 1999      | 12 janvier 2005   | |
| Mozambique                       | membre                        |              |                        |                                    |                   | 18 janvier 2005   | |
| Oman                             | membre                        |              |                        |                                    |                   | 19 janvier 2005   | |
| Dominique                        | membre                        |              |                        |                                    |                   | 25 janvier 2005   | |
| Émirats arabes unis              | membre                        |              |                        |                                    |                   | 26 janvier 2005   | |
| Arabie saoudite                  | membre                        |              |                        |                                    |                   | 31 janvier 2005   | |
| Algérie                          | membre                        |              |                        |                                    |                   | 16 février 2005   | |
| Venezuela                        | membre                        |              |                        |                                    |                   | 18 février 2005   | |
| Kenya                            | membre                        |              |                        |                                    |                   | 25 février 2005   | |
| Koweït                           | membre                        |              |                        |                                    |                   | 11 mars 2005      | |
| République démocratique du Congo | membre                        |              |                        |                                    |                   | 23 mars 2005      | |
| Burkina Faso                     | membre                        |              |                        |                                    |                   | 31 mars 2005      | |
| Albanie                          | membre                        |              |                        |                                    |                   | 1er avril 2005    | |
| Éthiopie                         | membre                        |              |                        |                                    |                   | 14 avril 2005     | |
| Corée du Nord                    | membre                        |              |                        |                                    |                   | 27 avril 2005     | |
| Haïti                            | membre                        |              |                        |                                    |                   | 6 juillet 2005    | |
| Mauritanie                       | membre                        |              |                        |                                    |                   | 22 juillet 2005   | |
| Érythrée                         | membre                        |              |                        |                                    |                   | 28 juillet 2005   | |
| Iran                             | membre                        |              |                        |                                    |                   | 22 août 2005      | |
| Biélorussie                      | membre                        | I            | -                      | non-défini                         |                   | 26 août 2005      | |
| Népal                            | membre                        |              |                        |                                    |                   | 16 septembre 2005 | |
| Guinée-Bissau                    | membre                        |              |                        |                                    |                   | 18 novembre 2005  | |
| Eswatini / Swaziland             | membre                        |              |                        |                                    |                   | 13 janvier 2006   | |
| Syrie                            | membre                        |              |                        |                                    |                   | 27 janvier 2006   | |
| Bahreïn                          | membre                        |              |                        |                                    |                   | 31 janvier 2006   | |
| Cap-Vert                         | membre                        |              |                        |                                    |                   | 10 février 2006   | |
| Monaco                           | membre                        | I            | 0,0015 %               | -8 %                               | 29 avril 1998     | 27 février 2006   | |
| Singapour                        | membre                        |              |                        |                                    |                   | 12 avril 2006     | |
| Zambie                           | membre                        |              |                        |                                    | 5 août 1998       | 7 juillet 2006    | |
| Libye                            | membre                        |              |                        |                                    |                   | 24 août 2006      | |
| Suriname                         | membre                        |              |                        |                                    |                   | 25 septembre 2006 | |
| Sierra Leone                     | membre                        |              |                        |                                    |                   | 10 novembre 2006  | |
| Liban                            | membre                        |              |                        |                                    |                   | 13 novembre 2006  | |
| Gabon                            | membre                        |              |                        |                                    |                   | 12 décembre 2006  | |
| République du Congo              | membre                        |              |                        |                                    |                   | 12 février 2007   | |
| Bosnie-Herzégovine               | membre                        |              |                        |                                    |                   | 16 avril 2007     | |
| Côte d'Ivoire                    | membre                        |              |                        |                                    |                   | 23 avril 2007     | |
| Croatie                          | membre                        | I            | -                      | -5 %                               | 11 mars 1999      | 27 avril 2007     | |
| Angola                           | membre                        |              |                        |                                    |                   | 8 mai 2007        | |
| Monténégro                       | observer                      |              |                        |                                    |                   | 4 juin 2007       | |
| Serbie                           | membre                        |              |                        |                                    |                   | 24 septembre 2007 | |
| Australie                        | membre                        | I, II        | 2,1 %                  | +8 %                               | 29 avril 1998     | 3 décembre 2007   | |
| Tonga                            | membre                        |              |                        |                                    |                   | 14 janvier 2008   | |
| République centrafricaine        | membre                        |              |                        |                                    |                   | 18 mars 2008      | |
| Saint-Christophe-et-Niévès       | membre                        |              |                        |                                    |                   | 8 avril 2008      | |
| Comores                          | membre                        |              |                        |                                    |                   | 10 avril 2008     | |
| Sao Tomé-et-Principe             | membre                        |              |                        |                                    |                   | 24 juillet 2008   | |
| Timor oriental                   | membre                        |              |                        |                                    |                   | 14 octobre 2008   | |
| Tadjikistan                      | membre                        |              |                        |                                    |                   | 5 janvier 2009    | |
| Turquie                          | membre                        | I, -         | -                      | non-défini                         | 4 juin 2008       | 5 février 2009    | |
| Kazakhstan                       | membre                        |              |                        |                                    | 12 mars 1999      | 19 juin 2009      | |
| Zimbabwe                         | membre                        |              |                        |                                    |                   | 30 juin 2009      | |
| Irak                             | membre                        |              |                        |                                    |                   | 28 juillet 2009   | |
| Tchad                            | membre                        |              |                        |                                    |                   | 18 août 2009      | |
| Brunei                           | membre                        |              |                        |                                    |                   | 20 août 2009      | |
| Saint-Marin                      | membre                        |              |                        |                                    |                   | 28 avril 2010     | |
| Somalie                          | membre                        |              |                        |                                    |                   | 26 juillet 2010   | |
| Afghanistan                      | membre                        |              |                        |                                    |                   | 3 avril 2013      | |
| Total                            | 192 membres aucun observateur | I: 39 II: 22 | 33                     | - %: 31 (24) 0 %: 3 (5) + %: 3 (8) |                   |                   | |

## Pays n'ayant pas l'intention de le ratifier
| Pays       | CCNUCC                      | Annexe     | % pour la ratification | Cible de réduction pour 2012 | Signé            | Ratifié/Accepté | Notes                                      |
| ---------- | --------------------------- | ---------- | ---------------------- | ---------------------------- | ---------------- | --------------- | ------------------------------------------ |
| États-Unis | membre                      | I, II      | 36,1%                  | -7%                          | 12 novembre 1998 |                 | Le gouvernement fédéral ne l'a pas ratifié |
| Total      | 1 membre, aucun observateur | I: 1 II: 1 | 1                      | - %: 1 0 %: 0 + %: 1         |                  |                 |                                            |

## Pays n'ayant aucune position
| Pays          | CCNUCC             | Annexe     | % pour la ratification | Cible de réduction pour 2012 | Signé | Ratifié/Accepté | Notes |
| ------------- | ------------------ | ---------- | ---------------------- | ---------------------------- | ----- | --------------- | ----- |
| Andorre       | membre             |            |                        |                              |       |                 |       |
| Soudan du Sud | membre             |            |                        |                              |       |                 |       |
| Palestine     | membre             |            |                        |                              |       |                 |       |
| Taïwan        |                    |            |                        |                              |       |                 |       |
| Vatican       | membre             |            |                        |                              |       |                 |       |
| Total         | 4 membres, 1 autre | I: 0 II: 0 |                        |                              |       |                 |       |